# FreeRice
FreeRice es una iniciativa del Programa Mundial de Alimentos de las Naciones Unidas, que pretende recaudar fondos que se utilizan en la lucha contra el hambre en el mundo. Estos fondos son donados por empresas patrocinadoras del sitio, que colocan en el banners de publicidad. Además es un juego educativo que enseña y evalúa el conocimiento de la lengua. Al registrarte en esta página, tu progreso se irá sumando y podrás ver cómo aumenta el número de granos de arroz que has donado.

## Funcionamiento
Al entrar en el sitio el usuario se encuentra con una palabra en español, de la cual se debe adivinar su significado entre cuatro opciones disponibles. Si se acierta, el usuario habrá sumado 10 granos de arroz (El número de granos donados se redujo de 20 a 10 debido a la crisis mundial en 2009) a la suma total que deben donar las empresas patrocinadoras. Periódicamente la ONU cobra en efectivo el monto correspondiente a los granos de arroz conseguidos por los usuarios, que es redistribuido en forma de arroz y otros alimentos en comunidades pobres alrededor del mundo mediante el Programa Mundial de Alimentos.
Además de preguntas en español, también se puede jugar con preguntas de otros temas como geografía, arte y química . 

### Multilingüe
El juego se presenta en distintas lenguas, siendo una interesante herramienta para memorizar y aprender palabras en otros lenguajes que el usuario este aprendiendo. Las lenguas presentes del juego son Español, Francés, Italiano, Inglés, y Coreano.

### Comunidades
En la página, también hay distintas comunidades a las que te puedes unir una vez registrado. Estas contabilizan el número de arroz es conseguidos en común.